# Fantasy-Jahr 2021
Übersicht

◄◄ | ◄ | 2017 | 2018 | 2019 | 2020 | Fantasy-Jahr 2021 | 2022 | 2023 | 2024

Weitere Ereignisse